# 項圈鋸腹脂鯉
項圈鋸腹脂鯉，為輻鰭魚綱脂鯉目脂鯉亞目锯脂鲤科的其中一個種。分布於南美洲亞馬遜河、黑河及奧里諾科河流域，體長可達16.3公分，棲息在底中層水域，生活習性不明，可作為食用魚。

## 扩展阅读
維基物種上的相關：項圈鋸腹脂鯉